# Laevicaulis
Laevicaulis é um género de gastrópode  da família Veronicellidae.
Este género contém as seguintes espécies:
- Laevicaulis alte (Férussac, 1822)
- Laevicaulis haroldi (Collinge, 1901)